# Ernesto Cortissoz
Ernesto Cortissoz (Barranquilla, 30 dicembre 1884 – Barranquilla, 8 giugno 1924) è stato un industriale e pioniere dell'aviazione commerciale colombiana.

## Biografia
Nacque a Barranquilla il 30 dicembre 1884, figlio di Jacobo Cortissoz Jesurum Pinto, e di Julia Álvarez Correa, quinto di quattordici figli. Crebbe insieme al fratello Rodolfo presso la zia materna Clara Álvarez Correa a Brema, in Germania, dove compì gli studi di base e ottenne il diploma presso la Realschule, con una tesi sul commercio. In seguito la zia lo portò in Gran Bretagna, dove imparò l'inglese, e poi in Svizzera, dove apprese francese e italiano. Una volta terminati gli studi rientrò a Barranquilla insieme alla zia Clara.
Al suo rientro in Colombia si dedicò attivamente alle attività economiche avviate da suo padre. Collaborò principalmente alle Officine Cortissoz y Cía, dirette da suo fratello Rodolfo, occupandosi della parte doganale delle importazioni ed esportazioni effettuate dalla compagnia. Effettuava periodici viaggi a Zambrano, Plato, Magangué e Usiacurí, per raccogliere i pagamenti, e sull'isola di Fangal, dove vi era un'altra proprietà di famiglia in via di sfruttamento. A Honda, inoltre, funzionava la Casa Cortissoz de la Peña, in quanto gli investimenti della famiglia Cortissoz erano diversificati in vari settori dell'economia seguendo la tendenza dell'epoca.
Nel 1908 sposò la signorina Esther Rodríguez González, di religione cattolica, che gli diede sette figli: Enrique, Clara, Cecilia, Ernesto, Fernando, Alberto e Eduardo. Divenne ben prestò uno dei più eminenti cittadini di Barranquilla, e nel 1914 assunse la direzione del Cortissoz, Correa, Crédito Mercantil, nome con il quale la Sociedad Colectiva Cortissoz-Correa y Cía, fondata nel medesimo anno, effettuava negoziazioni bancarie. La SCADTA, The Walters Brewing and Ice Making Co., assorbita nel 1913 dalla Cervecería Barranquilla Compañía Unida de Fósforos e l'impresa Harinera del Atlántico, lo videro tra gli azionisti. Mostrò le sue abilità di imprenditore nel Crédito Mercantil, nella fabbrica di fiammiferi El Cóndor, nell'impresa tramviaria urbana e nell'acquedotto municipale, e fu tra i fondatori della locale squadra di baseball. 
Non partecipò mai direttamente all'attività politica, ma lo fece indirettamente tramite tutte le associazioni che sostenevano il benessere dei cittadini di Barranquilla.

### L'attività aviatoria
Il 5 dicembre 1919, con un capitale sociale di centomila pesos, si costituì a Barranquilla la compagnia di trasporto aereo SCADTA (Sociedad Colombo Alemana de Transporte Aéreo), di cui divenne presidente onorario. La compagnia acquistò due aerei Junkers F 13 in Germania per iniziare la propria attività, avviando per prima l'aviazione commerciale nell'America del Sud. L'obiettivo primario era quello di stabilire le linee di comunicazione aeree con l'interno della Colombia, e di avviare nel contempo l'attività di trasporto aereo della posta vincendo il pubblico concorso indetto dalla Administración General de Correos Nacionales. Il primo velivolo fu consegnato a Sabana de Bogotá il 14 novembre 1920.
I lavori in corso a Bocas de Ceniza, alla foce del rio Magdalena, causarono la sua morte l'8 giugno 1924. Mentre promuoveva la navigabilità del fiume Magdalena, si imbarcò sull'idrovolante Junkes F 13 "Tolima" appartenente alla SCADTA per eseguire una ricognizione visiva su Bocas de Ceniza al fine di valutare i lavori necessari. A causa di un guasto meccanico l'aereo precipitò al suolo causando la sua morte, quella del pilota Helmuth von Krohn e di alcuni tedeschi. In sua memoria gli venne intitolato l'aeroporto di Barranquilla.

### Annotazioni
1. ↑  La famiglia Cortissoz discendeva dal matrimonio ebreo sefardita contratto da José Cortissoz e Esther Jesurum Pinto, i quali emigrarono a Curaçao nella prima metà del XIX secolo.
2. ↑  L'attività bancaria costituiva quella principale del Cortissoz, Correa, Crédito Mercantil, che divenne punto di riferimento per l'imprenditoria di Barranquilla molto attiva a partire dalla seconda metà del XIX secolo.
3. ↑  I cui azionisti principali erano tutti appartenenti alla famiglia Cortissoz.
4. ↑  Prova di questo fatto fu la sua appartenenza alla Lega Costeña, come fondatore e rappresentante del dipartimento dell'Atlantico nel 1919, divenendo inoltre membro di 33º grado della massoneria di rito inglese.
5. ↑  Nel 1919 venne appositamente costituita la Compañía Colombiana de Bocas de Ceniza che ricevette un contratto governativo per la realizzazione dei lavori di canalizzazione. Il consiglio direttivo era composto da: Tomás Suri Salcedo, José Fuenmayor Reyes, Manuel Julián Alzamora, Víctor Dugand e Clodomiro Salas, membri del Consiglio di Amministrazione della Camera di Commercio di Barranquilla, formatasi recentemente. Altri appartenente al consiglio direttivo erano: Ernesto Cortissoz, Gregorio Obregón, Julio E. Gerlein, Alberto Osorio, Andrés Rodríguez, Germán Palacio, Pelegrino Puccini e Alberto Roncallo.
6. ↑  Si trattava dei signori von Rosenek, Meyer e Troost, quest'ultimo un impiegato del Banco Alemán.
7. ↑  Denominato Aeropuerto Internacional Ernesto Cortissoz.

### Fonti
1. ↑  Sourdís Nájera 1998, p. 33.
2. ↑  Sourdís Nájera 1998, p. 35.
3. 1 2  Sourdís Nájera 1998, p. 36.
4. 1 2 3  Sourdís Nájera 1998, p. 39.
5. ↑  Sourdís Nájera 1998, p. 46.
6. ↑  Sourdís Nájera 1998, p. 40.
7. ↑  Sourdís Nájera 1998, p. 42.
8. ↑  Sourdís Nájera 1998, p. 37.
9. 1 2  Sourdís Nájera 1998, p. 47.
10. ↑  Kessner 2010, p. 151.